# Alice Baker
Alice Baker (geb. vor 1987) ist eine Szenenbildnerin, die bei der Oscarverleihung 2014 für ihre Arbeit bei 12 Years a Slave zusammen mit Adam Stockhausen für den Oscar in der Kategorie Bestes Szenenbild nominiert war. Für diesen Film wurden Baker und Stockhausen 2014 auch für einen British Academy Film Award in der Kategorie Bestes Szenenbild nominiert. Seit Beginn ihrer Karriere Ende der 1980er Jahre war Baker an rund 40 Film- und Fernsehproduktionen beteiligt. 

## Filmografie (Auswahl)
- 1987: Shy People – Bedrohliches Schweigen (Shy People)
- 1990: Miller’s Crossing
- 1991: JFK – Tatort Dallas (JFK)
- 1991: Convicts
- 1991: Zandalee – Das sechste Gebot (Zandalee)
- 1991: Barton Fink
- 1992: Betty Lou – Der ganz normale Wahnsinn
- 1993: Zwischen Himmel und Hölle (Heaven & Earth)
- 1994: Interview mit einem Vampir (Interview with the Vampire: The Vampire Chronicles)
- 1994: Der Scout (The Scout)
- 1996: That Thing You Do!
- 1997: Kundun
- 1998: Mein großer Freund Joe (Mighty Joe Young)
- 1999: EDtv (Edtv)
- 1999: Jenseits der Träume (In Dreams)
- 2000: The Prime Gig
- 2000: Fail Safe – Befehl ohne Ausweg (Fail Safe, Fernsehfilm)
- 2002: Undisputed – Sieg ohne Ruhm (Undisputed)
- 2002: The Scoundrel’s Wife
- 2002: My Sister’s Keeper (Fernsehfilm)
- 2002: Hometown Legend
- 2003: Tracey Ullman in the Trailer Tales (Fernsehfilm)
- 2003: The Cooler – Alles auf Liebe (The Cooler)
- 2004: Die Suche nach Davids Herz (Fernsehfilm)
- 2004: Rockstars Forever
- 2004: Silver City
- 2004: Jordan Superstar (Fernsehfilm)
- 2005: Extreme Dating
- 2005: Der größte Magier der Welt (Fernsehfilm)
- 2006: Über Nacht Familienvorstand (Hello Sister, Goodbye Life, Fernsehfilm)
- 2007: Honeydripper
- 2008: Das Mädchen mit dem Diamantohrring (The Loss of a Teardrop Diamond)
- 2008–2010: Die Ideen-Meister (Fernsehserie)
- 2009: Alabama Moon – Abenteuer Leben (Alabama Moon)
- 2011: Killer Joe
- 2011: Pakt der Rache (Seeking Justice)
- 2012: Shootout – Keine Gnade (Bullet to the Head)
- 2012: Meeting Evil
- 2013: 12 Years a Slave
- 2014: Elsa & Fred
- 2015: Ithaca
- 2016: Roots (Fernsehmehrteiler)